# Бурдина, Галина Павловна
Галина Павловна Бурдина (в замужестве Ермак, латыш. Gaļina Jermak; 1919—2006) — советская лётчица Великой Отечественной войны.

## Биография
Родилась 24 марта 1919 года в городе Верещагино Оханского уезда Пермской губернии в многодетной семье. Её отец умер во время Гражданской войны в России.
Галина начала трудовую деятельность в возрасте четырнадцати лет разнорабочим, продолжая учёбу в вечернее время. В семнадцать лет начала учиться летать на планерах и продолжила обучение в Ульяновской военной авиационной школе пилотов. Затем она работала летчиком-инструктором в Свердловском аэроклубе и школе летчиков, которая в сентябре 1941 года была преобразована в школу военных летчиков.
Вместе с двумя другими женщинами-инструкторами Свердловской школы она пошла добровольцем в Красную армию. Была направлена в город Энгельс Саратовской области. По прибытии на место, Марина Раскова сообщила, что Бурдина должна пройти обучение на летчика-истребителя. В боевых действиях на фронте Великой Отечественной войны служила вместе с Тамарой Памятных в качестве ночных истребителей в 586-м истребительном авиационном полку, поддерживая бомбардировщики и действуя в качестве разведчиков. За период войны Г. П. Бурдина совершила 152 успешных боевых вылета, в воздушных боях сбила 3 самолёта противника.
Достигла звания старшего лейтенанта, окончила войну и в течение пятнадцати лет была пилотом «Аэрофлота», после чего стала авиадиспетчером в Риге. Была награждена орденом «Знак Почета» (№ 178906) и знаком Гражданского воздушного флота «Налёт 500000 км» (№ 4503).
После распада Советского Союза она осталась жить в Риге. Умерла 25 ноября 2006 года. Похоронена на Лесном кладбище.
Была награждена орденами Красного Знамени, Красной Звезды и Отечественной войны 2-й степени, а также медалями, в числе которых «За оборону Кавказа».